# Röd flickslända
Röd flickslända (Pyrrhosoma nymphula) är en art av trollsländor i familjen dammflicksländor.

## Kännetecken
Både hanen och honan har röd grundfärg på kroppen och svarta teckningar på bakkroppen. Vingarna är genomskinliga med brunaktigt vingmärke. Vingbredden är 50 till 70 millimeter och bakkroppens längd är 25 till 29 millimeter.

## Utbredning
Den röda flicksländan finns i större delen av Europa och i västra Asien. En liten population lever i Marocko. I Sverige finns den i de södra och mellersta delarna av landet, från Skåne till Gästrikland. En del spridda populationer kan även förekomma längre norrut. I Sverige är arten lätt att känna igen, eftersom det är den enda flicksländan med röd kropp som finns i landet.

## Levnadssätt
Den röda flicksländans habitat är främst rinnande vatten, men den förekommer även vid stillastående vatten. Efter parningen lägger honan äggen tillsammans med hanen, i stjälkarna på vattenväxter. Utvecklingstiden från ägg till imago är ett till tre år och flygtiden från slutet av maj till augusti.

## Hot
I sydliga regioner hotas beståndet av torka. Hela populationen bedömst som stor. IUCN listar arten som livskraftig (LC).